# Titularbistum Diospolis in Thracia
Diospolis in Thracia (ital.: Diospoli di Tracia) ist ein Titularbistum der römisch-katholischen Kirche. 
Der antike Bischofssitz befand sich in der historischen Landschaft Thrakien in der gleichnamigen antiken Stadt (früher Kabyle, das heutige Kabile in Bulgarien). Der Bischofssitz war der Kirchenprovinz Philippopolis zugeordnet.
| Titularbischöfe von Diospolis in Thracia |                                |                                                   |                   |                 |
| Nr.                                      | Name                           | Amt                                               | von               | bis             |
| 1                                        | Jean-Joseph-Georges Deymier CM | Apostolischer Vikar von Hangzhou (Republik China) | 18. Februar 1937  | 11. April 1946  |
| 2                                        | Marian Jankowski               | Weihbischof in Siedlce (Polen)                    | 19. Januar 1948   | 6. Juni 1962    |
| 3                                        | Adriano Mandarino Hypólito OFM | Weihbischof in São Salvador da Bahia (Brasilien)  | 22. November 1962 | 29. August 1966 |